# 9GAG
9GAG是一個源於香港的網路平台及社交媒體網站，使用者們在此上傳並分享「用戶自創」的圖像與影片。自2008年4月23日創立以來，這個網站一直十分受歡迎，並已經成為西方網路文化中哏圖的重要來源。

## 歷史
9GAG網站由香港大學學生陳展程及其弟弟陳展俊，以及陳兆欣、馮澤輝、余子雷五位香港人創立。當年Facebook之類的社交平台尚未普及，所以他們創立了這個網站，為網民提供電郵以外分享搞笑圖片和YouTube影片的途徑。
9GAG公司總部曾經設於香港荃灣，2020年上旬起全公司職員因應新冠肺炎疫情在家工作，面積達7000平方呎的總部已經退租。

## 中國大陸封鎖
依據GreatFire測試，其網站在中國大陸被當局的網墻封鎖，即當地網民無法正常訪問該網站，2019年3月或更早起持續遭受封鎖至今。

## 外部連結
- 官方网站